# Чемпионат мира по шоссейным велогонкам 1977
Чемпионат мира по шоссейным велогонкам 1977 года проходил в районе Сан-Кристобаль, Венесуэла.

## Призёры
| Велогонка     | Золото                                                                         | Золото   | Серебро                                                                   | Серебро | Бронза                                                                     | Бронза |
| ------------- | ------------------------------------------------------------------------------ | -------- | ------------------------------------------------------------------------- | ------- | -------------------------------------------------------------------------- | ------ |
| Мужчины       |                                                                                |          |                                                                           |         |                                                                            |        |
| Профессионалы | Франческо Мозер · Италия                                                       | 6ч36’24" | Дитрих Тюрау ФРГ                                                          |         | Франко Битоззи · Италия                                                    |        |
| Любители      | Клаудио Корти · Италия                                                         |          | Сергей Морозов                                                            |         | Сальваторе Маккали · Италия                                                |        |
| Команды       | СССР · Ааво Пиккуус · Владимир Каминский · Анатолий Чуканов · Валерий Чаплыгин |          | Италия · Мирко Бернарди · Мауро де Пеллегрин · Вито да Рос · Дино Поррини |         | Польша · Тадеуш Мытник · Мечислав Новицкий · Станислав Шозда · Чеслав Ланг |        |
| Женщины       |                                                                                |          |                                                                           |         |                                                                            |        |
|               | Жозиан Бос · Франция                                                           |          | Конни Карпентер-Финни · США                                               |         | Минни Бринкхофф · Нидерланды                                               |        |